# Jakabos Ödön
Jakabos Ödön (Nyújtód, 1940. január 25. – Brassó, 1979. október 22.) erdélyi magyar író, utazó.

## Élete
Kézdivásárhelyen érettségizett 1958-ban. A brassói vasúti technikum elvégzése után nyolc éven át forgalmista Imecsfalván, Bereckben, és Kézdivásárhelyen, majd a kovásznai Fafeldolgozó Vállalat tisztviselője volt. Közben utazásaira készült, kölcsönkért motorkerékpáron a Duna-deltától Máramarosig többször bejárta Romániát, majd 1968-ban kerékpárral Magyarországot és Csehszlovákiát is beutazta, ezen útját napi 100 kilométeres szakaszokban tette meg, és így körülbelül 8000 kilométert utazott. Napra, pontosan lelevelezte partnereivel útvonalát, így mindig volt hol aludnia, és vacsoráznia. Utána nyugat-európai biciklitúrát készített elő. Tréningezés közben túlerőltette magát, a kerékpározásról eltiltották. Krónikus asztmával hagyta el a kórházat.

## Indiai utazása
Elhatározta, hogy Kőrösi Csoma Sándor nyomdokain elindul Indiába, és felkeresi a sírját. Angol, német és eszperantó nyelvtanfolyamokra kezdett járni, és szintén nyelvtanulás céljából több mint háromszáz levelező partnert szerzett magának. 1970-ben Nyugat-Európát is bejárta, főként autóstoppal.
1972. október 15-én indult Jugoszlávián, Bulgárián, Törökországon, Irakon, Kuvaiton át Indiába, majd Pakisztánon, Iránon, Törökországon és Jugoszlávián át érkezett haza. Másodosztályú vonatokkal, képtelenül zsúfolt autóbuszokon és autóstoppal utazott. Eldugott falvakban, külvárosi szegénynegyedekben élő levelező partnereinél szállt meg, és a kilenc hónapos útra a felszerelése mindössze egy hátizsák volt, melyben egy váltás fehérneműt, székelyruhát s egy pár tornacipőt vitt magával; némi kötszert és néhány szérumot, egy hálózsákot, végszükség esetére pár darab konzervet, négy fényképet Kőrösi Csoma Sándor szobráról és szülőhelyéről, egy marék csomakőrösi földet a diófák alól; pénztárcájában öt dollárt, amit aztán felváltatlanul visszahozott. 1973. június 26-án érkezett haza Csomakőrösre. Számos bel-és külföldi városban tartott előadást úti élményeiről és Kőrösi Csoma munkásságáról. 1976-ban nyugdíjazták, 1979-ben újabb európai útra vállalkozott, de a fáradalmakat nem bírta és visszatért. Hosszan tartó súlyos betegségben halt meg Brassóban, Kézdivásárhelyen temették el. Halála után a nyújtódi iskolát róla nevezték el. Kőrösi Csomával való „közös vonásai”-ra felfigyelve Vetró András elkészítette mellszobrát.

## Munkái
Útinaplóiból részleteket az Eszter-változat cím alatt a Megyei Tükör (1970. október 30-1971. január 21.), Nekivágni cím alatt az Ifjúmunkás (1970. 27-38. számai) sorozatosan közölt. 
Indiai útjának naplójából egyes részleteket Kuvaittól Indiáig címmel folytatásokban közölte az Új Élet (1981), könyv alakban is megjelent Kőrösi Csoma Sándor nyomában, Indiai útinapló címen (1983).